# Egon Ranshofen-Wertheimer Preis

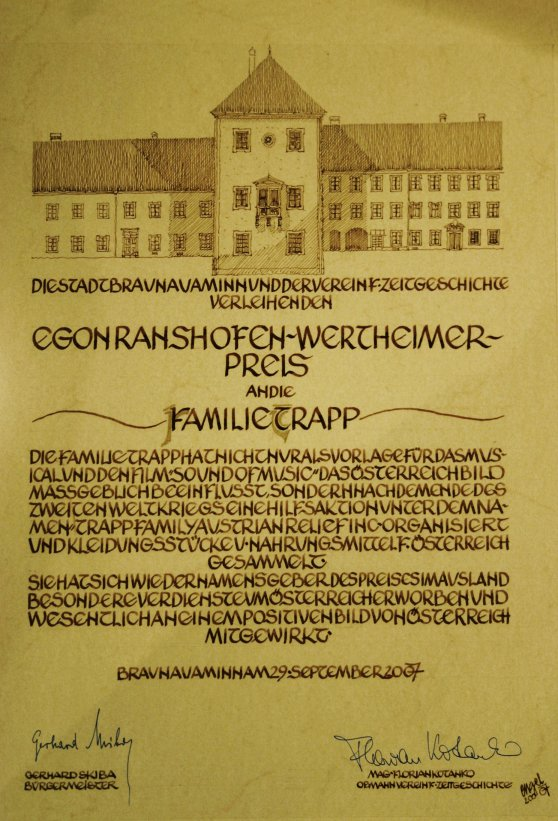
Egon Ranshofen-Wertheimer Preis 2007

Der Egon Ranshofen-Wertheimer Preis wird von der Stadt Braunau am Inn in Zusammenarbeit mit dem Verein für Zeitgeschichte verliehen.
Mit dem nach dem Journalisten, Politikwissenschafter und Diplomaten Egon Ranshofen-Wertheimer benannten Preis werden Personen und Personengruppen (wie Familien) für ihre Verdienste um die Republik Österreich im Ausland gewürdigt.

## Preisträger
- 2007 Tizzy von Trapp (stellvertretend für die Hilfsaktionen Trapp Family Austrian Relief Inc.),  Laudatio von Emil Brix[1]
- 2008 Ernst Florian Winter als Gründungsdirektor der Diplomatischen Akademie Wien,  Laudatio von Michel Cullin[2]
- 2010 Dietmar Schönherr
- 2013 Günther Greindl[3],  Laudatio von Verteidigungsminister a. D. Werner Fasslabend
- 2015 Manfred Nowak, Laudatio von Botschafterin Eva Nowotny[4]
- 2017 Paul Leifer, Laudatio von Staatssekretär a. D. Hans Winkler[5]
- 2019 Regina Watschinger für ihren verstorbenen Onkel Herbert Watschinger, Laudatio von Botschafterin Sylvia Meier-Kajbic[6]
- 2019 Sonderpreis für die Initiative Eine Welt Braunau, Laudatio von Botschafterin Sylvia Meier-Kajbic